# Bombardeo de Abu Kamal de 2021
El 25 de febrero de 2021, el Ejército de los Estados Unidos llevó a cabo un ataque aéreo en un sitio que se cree que está ocupado por milicias respaldadas por Irán en el este de Siria. La operación unilateral fue en represalia por múltiples ataques con cohetes contra las fuerzas estadounidenses en Irak diez días antes y fue la primera operación militar ofensiva conocida llevada a cabo bajo el mandato del presidente estadounidense Joe Biden.

## Antecedentes
Estados Unidos intervino en Irak en 2014 como parte de la Operación Resolución Inherente, una coalición liderada por Estados Unidos encargada de combatir al Estado Islámico de Irak y el Levante. Irán también intervino en el país, apoyando a las milicias chiitas, algunas de las cuales son hostiles a la coalición liderada por Estados Unidos. Los ataques con cohetes contra las fuerzas estadounidenses en el país aumentaron durante la Crisis del Golfo Pérsico de 2019-2021. Irán ha estado involucrado en la Guerra Civil Siria desde 2013 y ha estado apoyando a elementos progubernamentales allí, mientras que Estados Unidos ha desempeñado un papel activo en el conflicto, según se informa, desde 2012.
El 15 de febrero de 2021, diez días antes del ataque aéreo, un ataque con cohetes en la ciudad iraquí de Erbil mató a un contratista civil de la coalición Operación Resolución Inherente de Filipinas e hirió a otros seis, incluido un soldado estadounidense. El 20 de febrero de 2021, otro ataque con cohetes tuvo como objetivo la base aérea Balad en la gobernación de Saladino en Irak, hiriendo a un contratista civil sudafricano que trabajaba para la coalición liderada por Estados Unidos.

## Ataque aéreo
El ataque aéreo tuvo como objetivo un pequeño grupo de edificios en la aldea de al-Hurri cerca de Abu Kamal, Siria, que el Departamento de Defensa de los Estados Unidos cree que está ocupado por miembros de los iraquíes Kata'ib Hezbollah y Kata'ib Sayyid al-Shuhada. milicias.  Siete bombas de 500 libras equipadas con kits de guía JDAM fueron lanzadas desde dos aviones de combate F-15E estadounidenses, destruyendo nueve instalaciones y dejando otras dos inhabitables. Los funcionarios de defensa de Estados Unidos y de la administración de Biden enfatizaron públicamente la naturaleza limitada y "calculada" de la operación, diciendo que el ataque tenía como objetivo obstaculizar la capacidad de las milicias para llevar a cabo futuros ataques. El Wall Street Journal informó más tarde que Biden canceló un segundo ataque después de que "una mujer y un par de niños" fueran vistos en el área.
El número de muertos por el ataque no está claro. Kata'ib Hezbollah afirmó que sólo una persona murió y otras cuatro resultaron heridas mientras que Reuters citó informes locales de que al menos 17 habían muerto, y el Observatorio Sirio de Derechos Humanos informó de 22 muertes.

## Consecuencias
Después de los ataques, el presidente estadounidense Joe Biden advirtió a Irán, diciendo "No se puede actuar con impunidad, tenga cuidado". El portavoz del Pentágono, John Kirby, calificó los ataques aéreos como una "respuesta militar proporcionada" a los anteriores ataques con cohetes mientras era secretario de Defensa. Lloyd Austin dijo que fue él quien recomendó la operación a Biden. Irán condenó el ataque como "una violación de la soberanía de Siria" y negó la responsabilidad de los ataques con cohetes contra las fuerzas estadounidenses en Irak.
El representante de Estados Unidos, Michael McCaul, consideró el ataque aéreo como un "disuasivo necesario" y dijo que los ataques a los intereses de Estados Unidos "no serán tolerados". Sin embargo, la operación fue criticada por algunos en el Congreso de Estados Unidos por su potencial inconstitucionalidad.. Los senadores Tim Kaine y Chris Murphy pidieron una sesión informativa en el Congreso sobre la legalidad de las huelgas y el representante Ro Khanna argumentó que "no había ninguna justificación para que un presidente autorizara un ataque militar que no sea en defensa propia contra una amenaza inminente sin la autorización del Congreso". "y agregó que el ataque aéreo convirtió a Biden en" el séptimo presidente consecutivo de Estados Unidos en ordenar ataques en el Medio Oriente ". El Consejo de Seguridad Nacional dijo que notificó al Congreso de antemano y Biden defendió la operación en una carta al Congreso el 27 de febrero, defendiendo su constitucionalidad, citando el Artículo 51 de la Carta de las Naciones Unidas, y diciendo que ordenó los ataques aéreos "para proteger y defender a nuestro personal. y nuestros socios "contra futuros ataques con cohetes. 
El exsubsecretario adjunto de Defensa de Estados Unidos para el Medio Oriente, "Mick" Mulroy, comentó que los ataques probablemente se llevaron a cabo en Siria en lugar de Irak para evitar problemas para el gobierno iraquí.